# Andreas Bummel

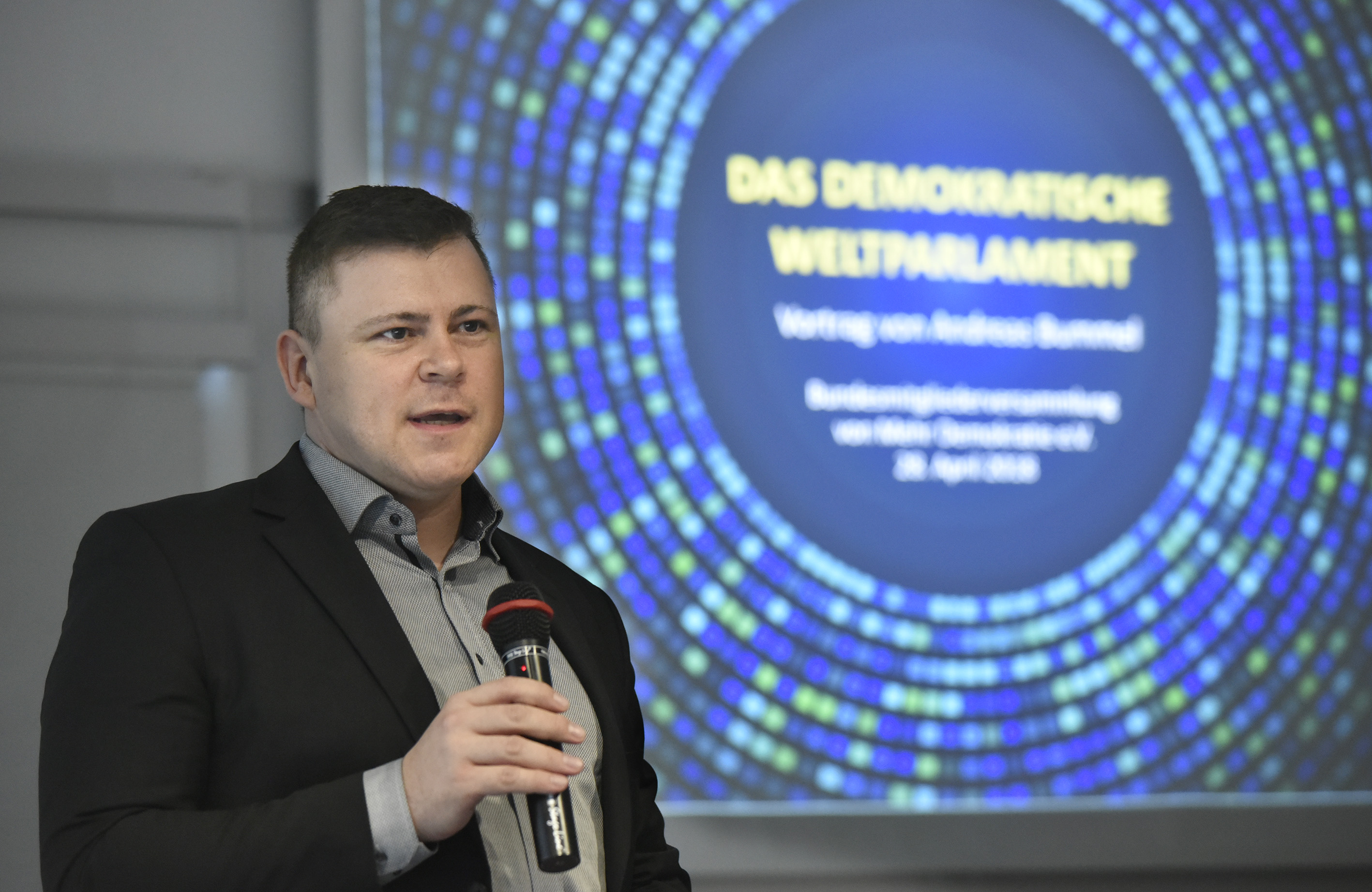
Andreas Bummel Vortrag „Das demokratische Weltparlament“.

Andreas Bummel (* 9. Februar 1976 in Kapstadt) ist Gründer und geschäftsführender Vorsitzender von Democracy Without Borders (vormals Komitee für eine demokratische UNO, KDUN) und Leiter des Sekretariats der internationalen Kampagne für eine Parlamentarische Versammlung bei den Vereinten Nationen (UNPA-Campaign). Im Juni 2007 wurde er beim ersten Vision Summit in Berlin für seinen Einsatz für ein Weltparlament mit dem Vision-Award ausgezeichnet.
Von 1998 bis 2008 war er als Koordinator für UN-Reform für die Gesellschaft für bedrohte Völker aktiv. Von 1998 bis zur Auflösung 2018 war er Mitglied im Council des World Federalist Movement-Institute for Global Policy in New York. Bei den Bundestagswahlen 2002, 2005 und 2009 bewarb er sich für die FDP um das Direktmandat im Wahlkreis Groß-Gerau (Hessen). Im Dezember 2011 trat er aus der Partei aus.
2017 erschien sein Buch Das demokratische Weltparlament: Eine kosmopolitische Vision (Dietz-Verlag, mit Jo Leinen), das am 2. Juni 2017 in der Sendung Kulturzeit vorgestellt wurde. Im April 2018 wurde die englische Ausgabe unter dem Titel "A World Parliament: Governance and Democracy in the 21st Century" veröffentlicht. 2024 erschien eine zweite aktualisierte und erweiterte Auflage der englischen Edition. 2020 sprach er beim Athens Democracy Forum, was in der New York Times Erwähnung fand. In der taz sprach er sich 2021 für einen "Club der Demokratien" aus. 2024 führte die taz mit ihm ein "Interview aus einer besseren Zukunft", das fiktiv im Jahr 2060 angesetzt war.

## Schriften
Monographien
- Das demokratische Weltparlament. Eine kosmopolitische Vision. Dietz Verlag, Bonn 2017, ISBN 978-3-8012-0492-1 (mit Jo Leinen)
- Eine Parlamentarische Versammlung der Vereinten Nationen. Eine Untersuchung von Demokratie ohne Grenzen, 2020 (mit Maja Brauer)[7]

Aufsätze
- Genozid. Eine Zwischenbilanz der Rechtsprechung des Internationalen Gerichtshofes für das ehemalige Jugoslawien. In: Humanitäres Völkerrecht, Bd. 19 (2006), S. 58–66, ISSN 0937-5414
- UNO und das Völkerrecht. Souveränität verpflichtet; die neue Schutzverantwortung der Staaten. In: Pogrom. Bedrohte Völker, Bd. 39 (2008), 62–64, ISSN 0720-5058.
- Auf dem Weg zu einem Weltparlament? Der Vorschlag zur Errichtung einer parlamentarischen Versammlung bei den UN. In: Vereinte Nationen, Bd. 58 (2010), S. 216–220, ISSN 0042-384X
- Towards a Planetary Polity: The Formation of Global Identity and State Structures. In Expanding Worldviews: Astrobiology, Big History and Cosmic Perspectives, edited by Ian Crawford, 325–40. Astrophysics and Space Science Proceedings. Cham: Springer International Publishing, 2021.
- Representation and Participation of Citizens at the United Nations: The Democratic Legitimacy of the UN and Ways to Improve It. In How Democracy Survives, edited by Michael Holm and R.S. Deese, 158–75. London and New York: Routledge, 2023.

## Texte im Internet
- Eine Ideologie am Ende: Die globale Drogenprohibition, in: Telepolis, 26. Juni 2004
- Diverse Artikel bei Telepolis